# The Collective
The Collective, Inc. era una software house statunitense sviluppatrice di giochi situata a Newport Beach, in California. La software house produsse diversi videogiochi basati su film e programmi televisivi sin dalla sua fondazione nel 1997.

## Storia
The Collective, Inc. fu fondata da tre ex dipendenti della Virgin Interactive, Douglas Hare, Gary Priest, e Richard Hare, nel 1997. Il primo progetto della compagnia fu il porting di Men in Black: The Game dalla versione Windows alla PlayStation. Gli sviluppatori lavorarono prevalentemente su titoli licenziati basati su film e serie TV. The Collective, Inc. creò un proprio motore grafico chiamato Slayer, per la prima volta usato in Buffy l'ammazzavampiri ed in tutti i titoli successivi. Nel 2004, la compagnia crebbe fino a 90 impiegati.
Il 29 marzo 2005, la The Collective, Inc. si unisce a Backbone Entertainment diventando Foundation 9 Entertainment, rimanendo sua filiale. Nel 2007, Foundation 9 Entertainment ricolloca The Collective, Inc. ad Irvine, California e l'accorpa con Shiny Entertainment formando Double Helix Games.

## Giochi
| Anno di pubblicazione | Titolo                                          | Editori                                | Note                                        |
| --------------------- | ----------------------------------------------- | -------------------------------------- | ------------------------------------------- |
| 1997                  | Men in Black: The Game                          | Germlin Interactive                    | Porting da versione PC                      |
| 2000                  | Star Trek: Deep Space Nine: The Fallen          | Simon & Schuster                       |                                             |
| 2002                  | Buffy l'ammazzavampiri                          | Fox Interactive                        |                                             |
| 2003                  | Indiana Jones e la tomba dell'imperatore        | LucasArts                              |                                             |
| 2004                  | Wrath Unleashed                                 | LucasArts                              | First unlicensed title developed            |
| 2005                  | Star Wars Episodio III: La vendetta dei Sith    | LucasArts                              |                                             |
| 2006                  | Marc Eckō's Getting Up: Contents Under Pressure | Acquisito da Devolver Digital nel 2013 |                                             |
| 2006                  | Il codice da Vinci                              | 2K Games                               |                                             |
| 2007                  | Dirty Harry                                     | Warner Bros. Interactive               | Cancellato                                  |
| 2008                  | Harker                                          | Sega                                   | Ceduto a Double Helix Games, poi cancellato |
| 2008                  | Silent Hill: Homecoming                         | Konami Digital Entertainment           | Ceduto a Double Helix Games                 |